# Diecéze Frosinone-Veroli-Ferentino
Diecéze Frosinone-Veroli-Ferentino (latinsky Dioecesis Frusinatensis-Verulana-Ferentina) je římskokatolická diecéze v Itálii, která je součástí církevní oblasti Lazio a je bezprostředně podřízena Sv. Stolci. Katedrálou je kostel Nanebevzetí P. Marie ve Frosinone, konkatedrály se nacházejí ve Veroli a ve Ferentinu.

## Stručná historie
- Diecéze Ferentino je poprvné doložena ve druhé polovině 5. století.
- Diecéze Veroli je historický doložena od poloviny 8. století, i když podle tradice zde křesťanství založila sv. Salome, matka apoštolů Jakuba a Jana. Roku 1956 byla diecéze přejmenována na Veroli-Frosinone, protože Frosinone se stalo centrem oblasti a dsídlem provincie.

Roku 1973 byly diecéze Veroli-Fronsinone a Ferentino sloučeny in persona episcopi, roku 1986 došlo k jejich plnému sloučení a diecéze dostala aktuální jméno.
Od roku 2022 je diecéze spojena in persona episcopi s diecézí Anagni-Alatri